# موتور كندل
موتور كندل (بالفارسية: موتور کندل) هي قرية تقع في قسم جلغة تشاة هاشم الريفي (مقاطعة دلغان) في إيران. يقدر عدد سكانها بـ 469 نسمة .